# Lilia Aragón
Lilia Aragón (née Lilia Isabel Aragón del Rivero le 22 septembre 1938 à Morelos au Mexique et morte le 2 août 2021), est une actrice mexicaine de cinéma, de théâtre et de télévision.

## Biographie
Après avoir divorcé d'Enrique Soto, elle épouse l'éditeur Guillermo Mendizábal avec elle a son quatrième enfant, Pablo. Elle a quatre enfants: Gabriela, Enrique, Alejandro Aragón, Pablo. Elle a cinq petits-enfants.

## Carrière
Elle travaille comme réalisatrice d'histoires dans plusieurs publications de Editorial Posada, comme la revue Duda (1971) et Profesor Planeta (1974), alternant son travail d'actrice avec celui de Secrétaire Général de la ANDA.

## Filmographie

### Telenovelas
- 1970 : El mariachi : (Vedette)
- 1970 : Angelitos negros : Jova (Vedette)
- 1972 : Mis tres amores : Arlette (Vedette)
- 1972 : Las fieras : Gina (Vedette)
- 1975 : Ven conmigo (Vedette)
- 1976 : Los bandidos del río frío : Severa (Vedette)
- 1978 : Donde termina el camino : María Teresa de Alconero (Co-protagoniste)
- 1978-1979 : Rosalía : Hortensia (Vedette)
- 1979-1980 : J.J. Juez : Gilda (Vedette)
- 1982 : Déjame vivir : Dalia (Vedette)
- 1983 : Un solo corazón : Graciela (Vedette)
- 1986-1987 : Cuna de lobos : Rosalía Mendoza (Antagoniste)
- 1989 : Morir para vivir : Greta (Participation spéciale)
- 1989 : La casa al final de la calle : Iris Carrillo (Vedette)
- 1990 : Cuando llega el amor : Helena Ríos / Hellen Rivers (Vedette)
- 1992 : De frente al sol : Ofelia Villalba Vda. de Fuentes (Antagoniste principale)
- 1993-1994 : Más allá del puente : Ofelia Villalba Vda. de Fuentes (Antagoniste principale)
- 1996 : La sombra del otro : Marina Morales (Vedette)
- 1997 : Pueblo chico, infierno grande : La Tapanca (Vedette)
- 1997-1998 : María Isabel : Rosaura (Antagoniste)
- 2000-2001 : Abrázame muy fuerte : Efigenia de la Cruz y Fereira (Vedette)
- 2003 : Velo de novia : Enriqueta Del Moral Vda. de Valverde (Antagoniste)
- 2004 : Rubí : Nora de Navarro (Participation spéciale)
- 2005 : La esposa virgen : Aurelia Betancourt Vda. de Ortizo (Antagoniste principale)
- 2011 : Esperanza del corazón : « La Tocha » (Participation spéciale comme antagoniste)
- 2012-2013 : Amores verdaderos : Odette Ruiz Vda. de Longoria (Antagoniste)* 2015 : Hasta el fin del mundo : Yuba
- 2015 : Hasta el fin del mundo : Yuba

### Cinéma
- 1969 : Mictlan o la casa de los que ya no son
- 1969 : Alguien nos quiere matar : Friné, épouse de Omán
- 1971 : El jardín de tía Isabel
- 1974 : Payo - un hombre contra el mundo
- 1975 : El Rey : Melchorita
- 1977 : La mujer perfecta
- 1978 : La Guera Rodríguez
- 1982 : Tepito sí
- 1984 : Veneno para las hadas : Mamá de Flavia (voix)
- 1987 : Moon spell
- 1989 : A garrote limpio
- 1990 : Crimen imposible
- 1990 : Ciudad sin ley
- 1992 : Ángel de fuego : Refugio
- 1992 : La insaciable
- 1996 : En las manos de Dios
- 2002 : Dos gallos de oro
- 2002 : Sin sentido : Carlota Elizarrarás
- 2012 : Morgana : Tía Carolina
- 2012 : La cama : Milagros

## Théâtre
- Las viejas vienen marchando
- Los monólogos de la vagina
- Muerte sin fin
- Examen de maridos
- Divinas palabras
- Los argonautas
- Juego de reinas
- El ritual de la salamandra
- Nube nueve
- Machos
- La casa de Bernarda Alba
- Bodas de sangre

## Nominations et récompenses

### Premios TVyNovelas
| Année | Catégorie                     | Telenovela       | Résultat |
| ----- | ----------------------------- | ---------------- | -------- |
| 2006  | Meilleure actrice antagoniste | La esposa virgen | Nommée   |
| 1987  | Meilleure actrice antagoniste | Cuna de lobos    | Nommée   |